# Кајсборстел
Кајсборстел (њем. Kaisborstel) општина је у њемачкој савезној држави Шлезвиг-Холштајн. Једно је од 112 општинских средишта округа Штајнбург. Према процјени из 2010. у општини је живјело 77 становника. Посједује регионалну шифру (AGS) 1061048.

## Географски и демографски подаци
Кајсборстел се налази у савезној држави Шлезвиг-Холштајн у округу Штајнбург. Општина се налази на надморској висини од 16 метара. Површина општине износи 3,0 km². У самом мјесту је, према процјени из 2010. године, живјело 77 становника. Просјечна густина становништва износи 26 становника/km².